# 스자양
스자양(施嘉煬, 시가양, 1902년 9월 16일 ~ 2001년 12월 23일)은 중국의 공학자이다. 항일전쟁 시기 중화민국 국립 서남연합대학 공학원 원장을 역임하였다.
푸젠성 푸저우시 태생으로 1915년~1923년 베이징 칭화 대학에서 수학한 뒤 미국 매사추세츠 공과 대학교와 코넬 대학교에 유학, 1923년~1928년 학업하여 전기공학과에서 학사, 기계공학과에서 석사, 토목공학과에서 석사 학위를 취득하였다. 1928년 칭화 대학의 토목공학과 교수가 되었으며 1930년 같은 과 주임을 맡았다. 1934년~1935년 독일의 카를스루에 공과대학교 수력실험실에서 연구하였다. 중일 전쟁 기간에 후난성 창사시의 임시대학 공학원 원장을 맡다가 정부직에 전출된 구위슈를 이어 1938년부터 1946년까지 쿤밍시의 국립 서남연합대학 공학원 원장을 역임하였다. 전쟁이 끝난 뒤 칭화 대학에 복귀하였고 1948년~1952년 공학원 원장을 맡았다. 그 이후로 칭화 대학에서 수리공학과 교수를 지냈으며, 1986년 칭화 대학 수리공학과 교수직에서 퇴임하였다.